# (8906) Yano
Pour les articles homonymes, voir Yano.
(8906) Yano est un astéroïde de la ceinture principale.

## Description
(8906) Yano est un astéroïde de la ceinture principale. Il fut découvert le 18 novembre 1995 à Ōizumi par Takao Kobayashi. Il présente une orbite caractérisée par un demi-grand axe de 3,20 UA, une excentricité de 0,20 et une inclinaison de 1,4° par rapport à l'écliptique.

## Compléments